# Platygaster oenone
Platygaster oenone är en stekelart som beskrevs av Fouts 1925. Platygaster oenone ingår i släktet Platygaster och familjen gallmyggesteklar. Inga underarter finns listade i Catalogue of Life.